# Ptjelnik
Ptjelnik (bulgariska: Пчелник) är ett distrikt i Bulgarien.   Det ligger i kommunen Obsjtina Dolni tjiflik och regionen Oblast Varna, i den östra delen av landet, 400 km öster om huvudstaden Sofia.
I omgivningarna runt Ptjelnik växer i huvudsak lövfällande lövskog. Runt Ptjelnik är det ganska glesbefolkat, med 35 invånare per kvadratkilometer.